# Czeboksary
Czeboksary (ros. Чебоксары, czuw. Шупашкар) – miasto w Federacji Rosyjskiej, stolica Republiki Czuwaskiej. Położone na prawym brzegu Wołgi, na trasie pomiędzy Kazaniem a Niżnym Nowogrodem, 768 km na wschód od Moskwy. Liczba mieszkańców miasta wynosi 497 618 (2020).

## Historia
Obszar, na którym położone jest miasto, zasiedlony był najprawdopodobniej już w XIII wieku. Dopiero jednak w 1555 roku powstał tu ruski ośrodek obronny. Na koniec XVII wieku przypadło zwiększenie znaczenia miejscowości, jako jednego z ośrodków handlowych na Powołżu. Czeboksary otrzymały status miasta w 1781 r. Należały wtedy do guberni kazańskiej. Następne lata nie przyniosły większych oznak rozwoju miasta. Na początku XX wieku straciło ono swoje handlowe znaczenie, stając się wtedy raczej centrum pielgrzymkowym, ze względu na dużą liczbę cerkwi i rozwinięte życie monasterskie. W 1920 roku Czeboksary ogłoszono centrum Czuwaskiego Obwodu Autonomicznego. Pierwsze lata istnienia państwa radzieckiego nie były jednak łatwe zarówno dla Czeboksar, jak i całej Czuwaszji. W 1922 roku obszary te nawiedziła tragiczna w skutkach klęska głodu. Wkrótce jednak tempo rozwoju miasta zwiększyło się. W 1925 roku stało się ono stolicą Czuwaskiej ASRR. Od 1992 roku Czeboksary są stolicą Republiki Czuwaszja, jednego z 89 podmiotów Federacji Rosyjskiej.

## Gospodarka
W mieście rozwinął się przemysł maszynowy, metalowy, elektrotechniczny, włókienniczy, chemiczny, drzewny, spożywczy oraz materiałów budowlanych.

## Galeria

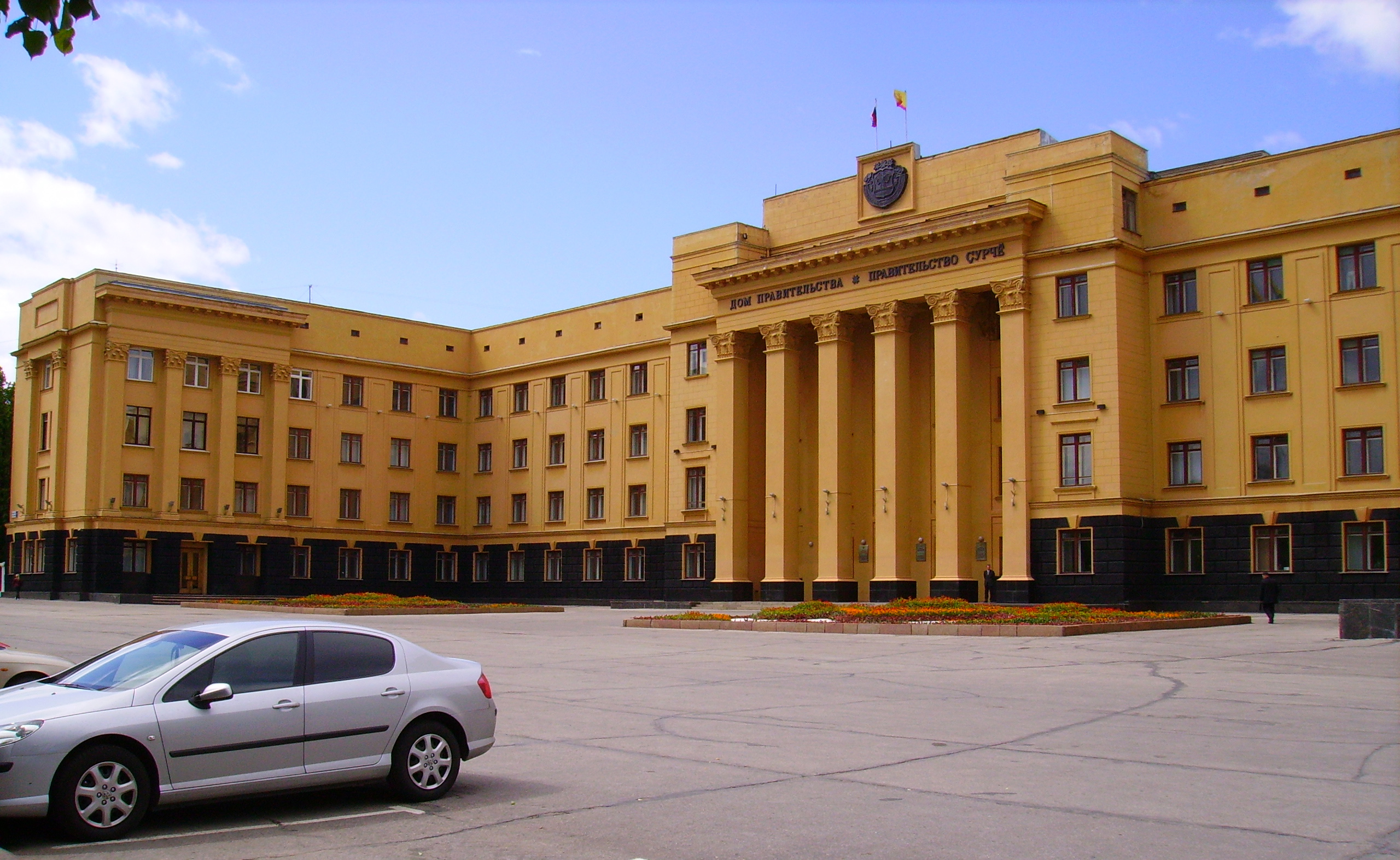
Dom Czuwaskiej Republiki
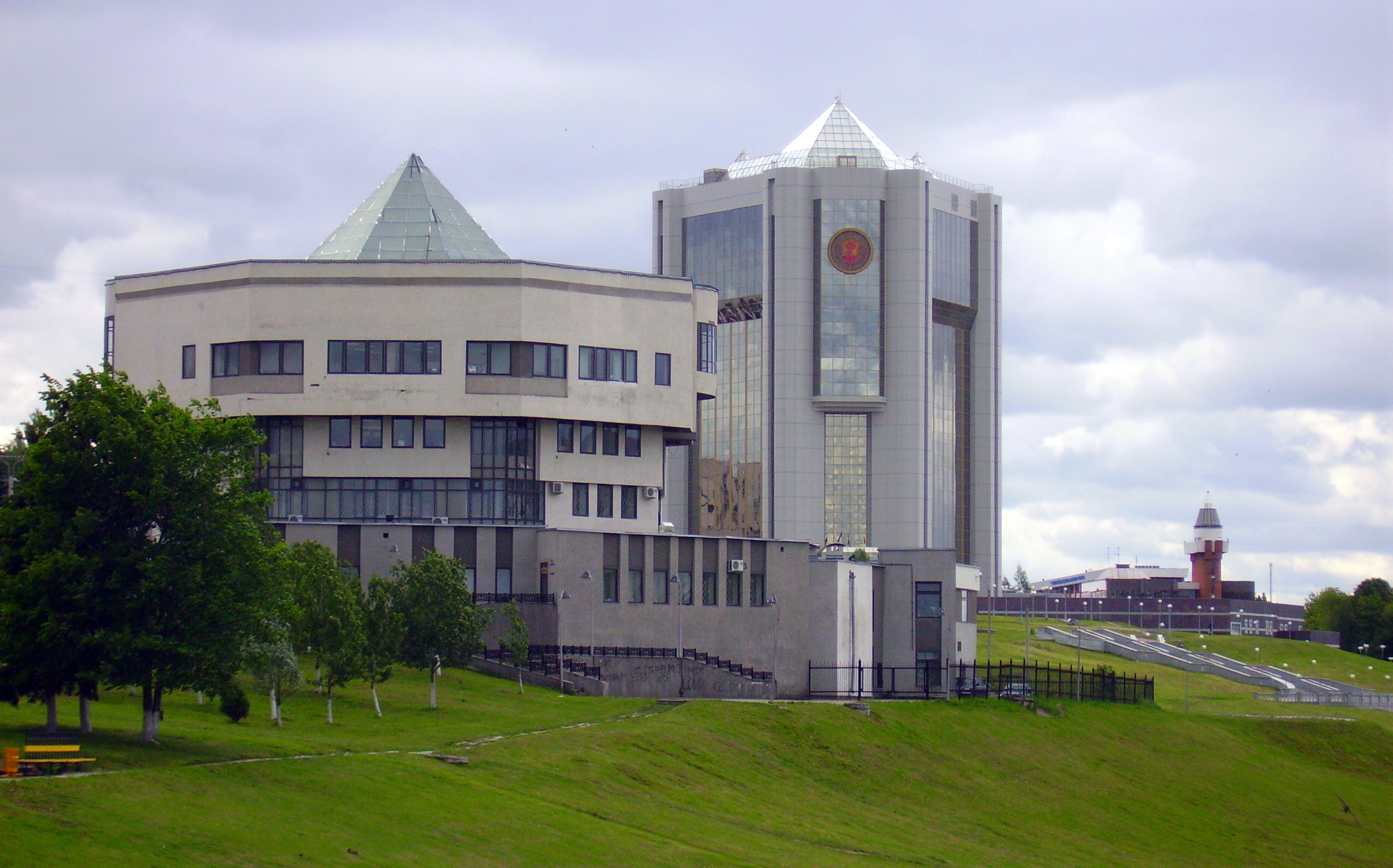
Nowy budynek rządu
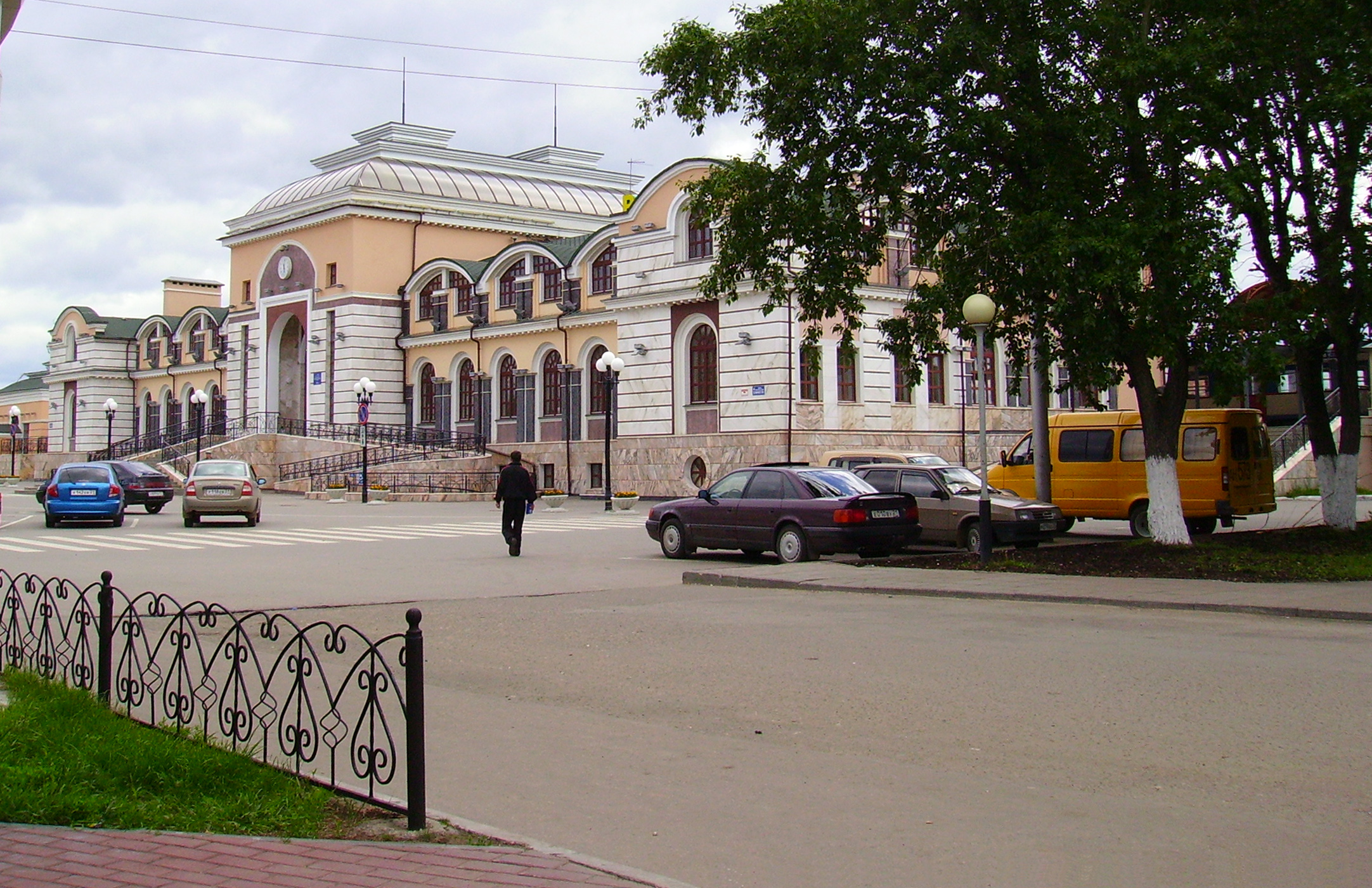
Dworzec kolejowy
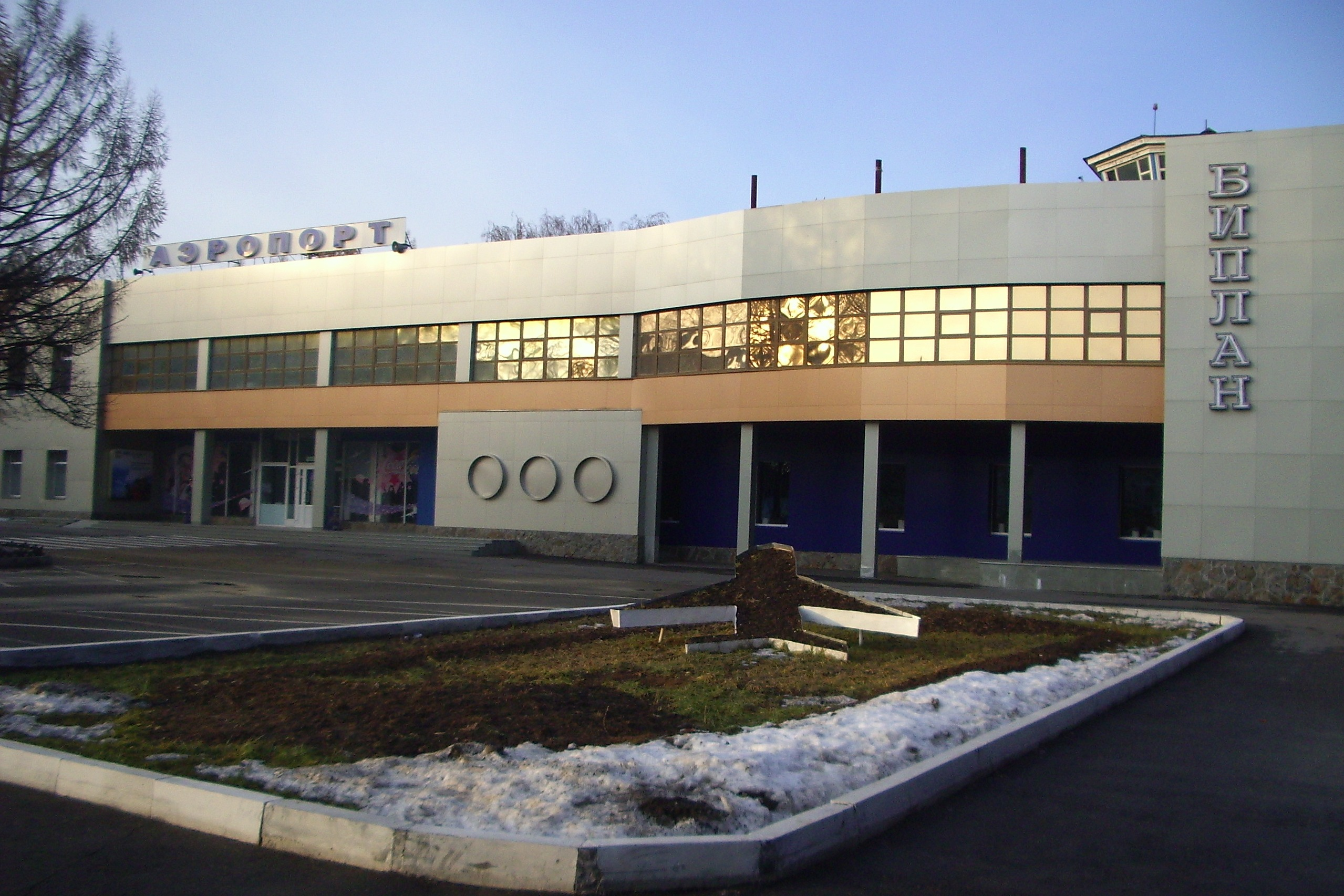
Port lotniczy
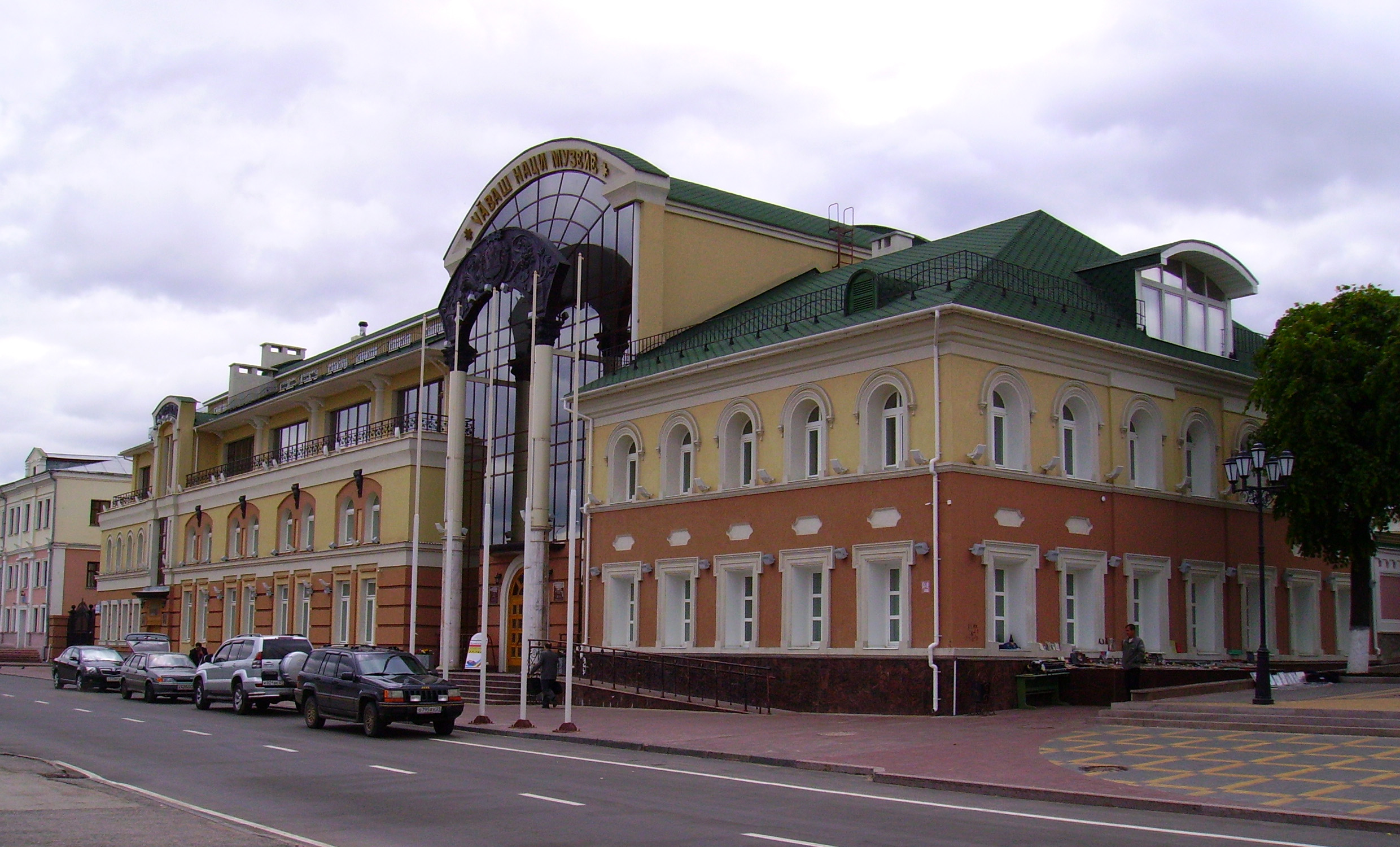
Muzeum Narodowe Czuwaszów
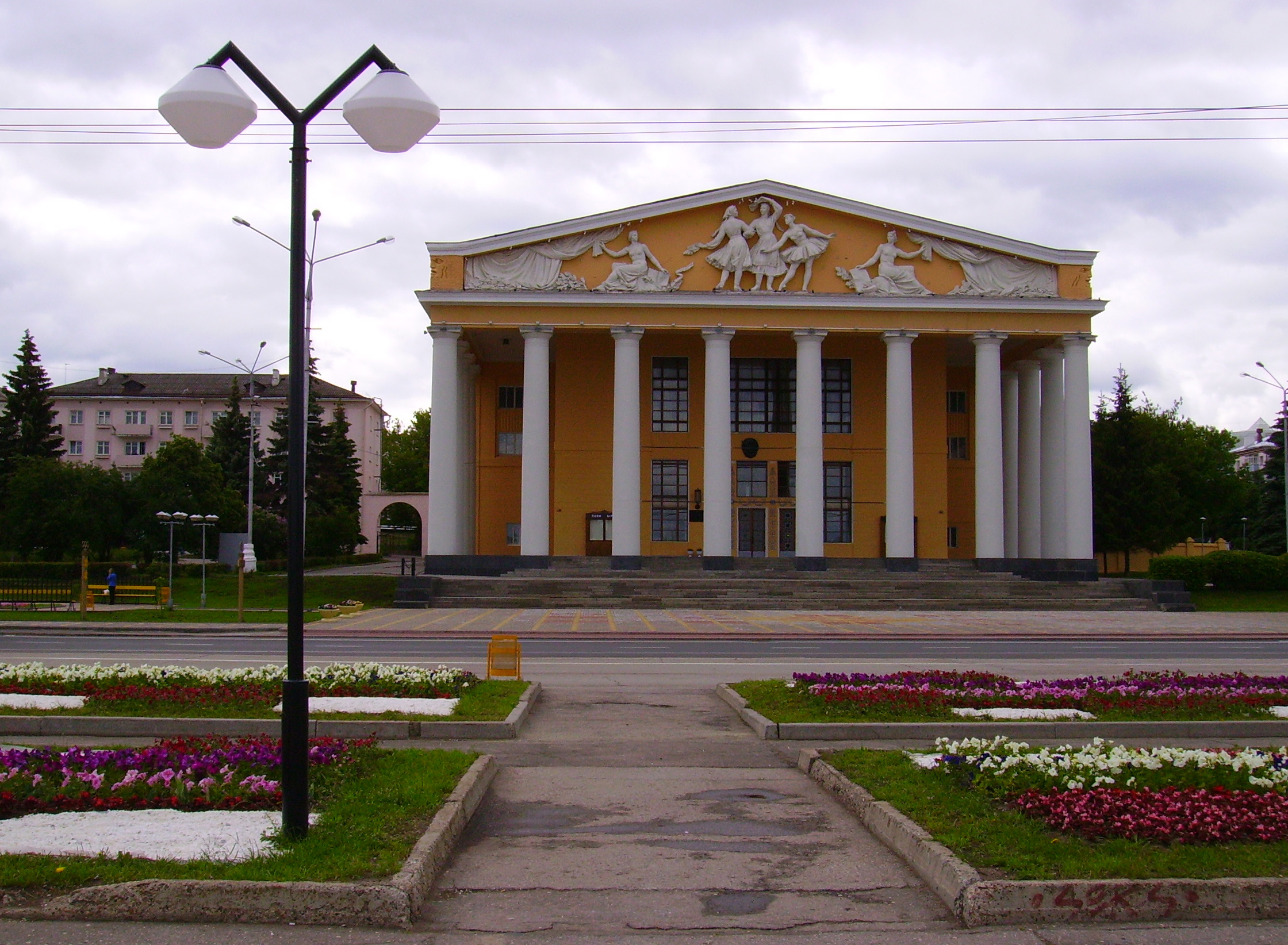
Teatr Czuwaski
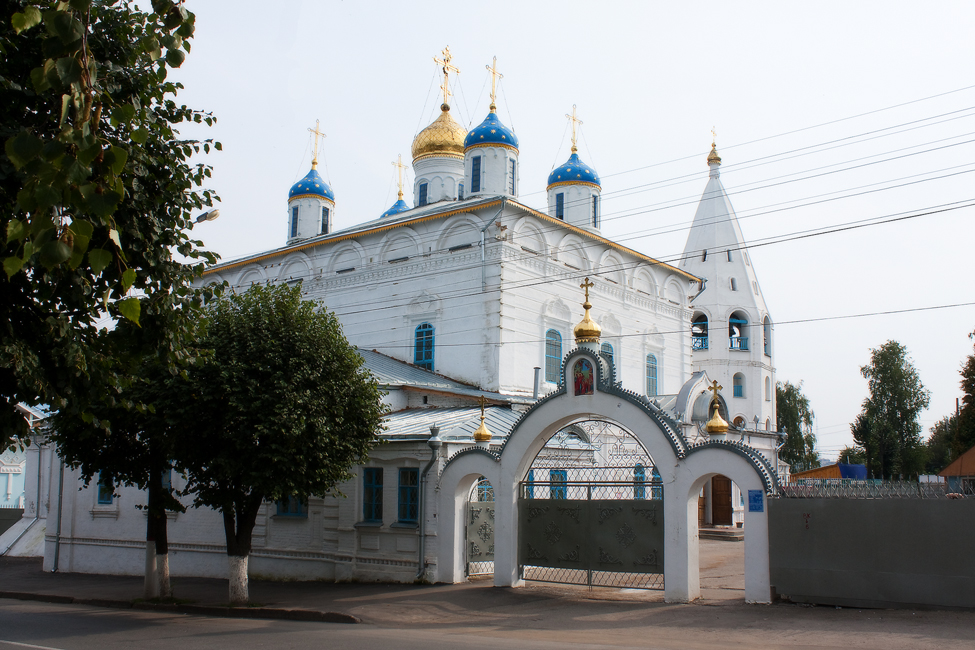
Sobór Wprowadzenia Matki Bożej do Świątyni
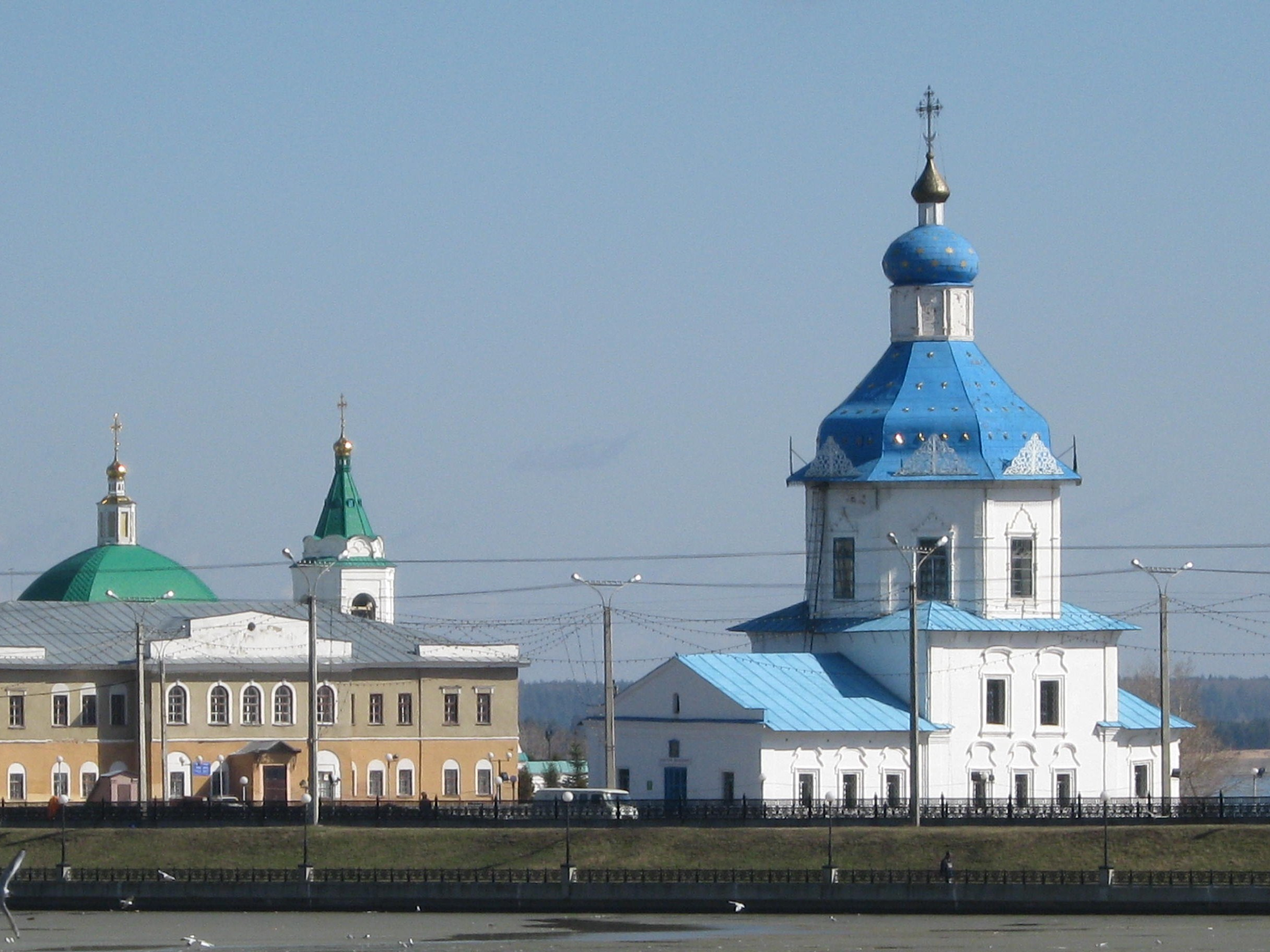
Cerkiew Zaśnięcia Matki Bożej
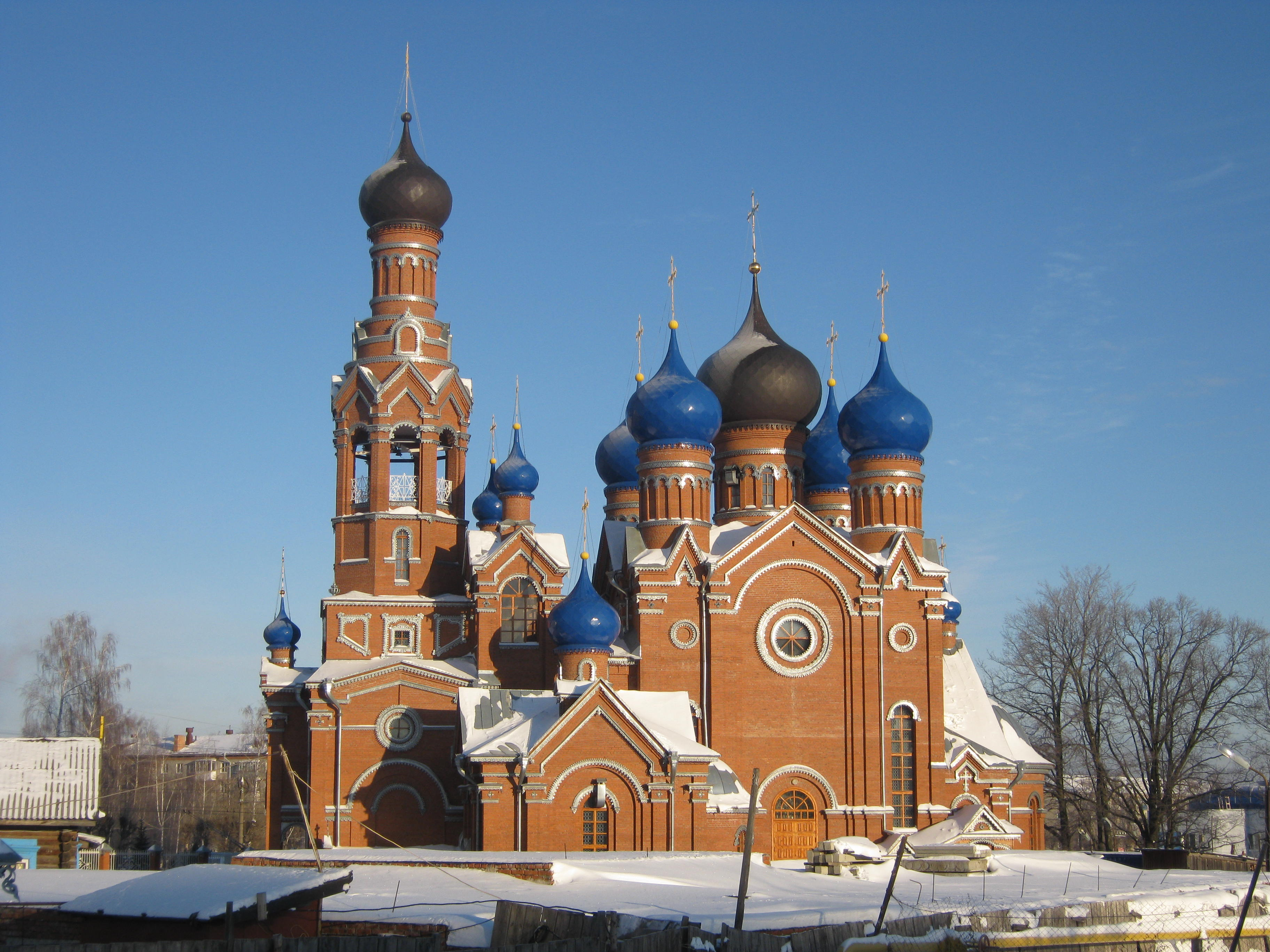
Cerkiew Ikony Matki Bożej „Poszukiwanie Zaginionych”
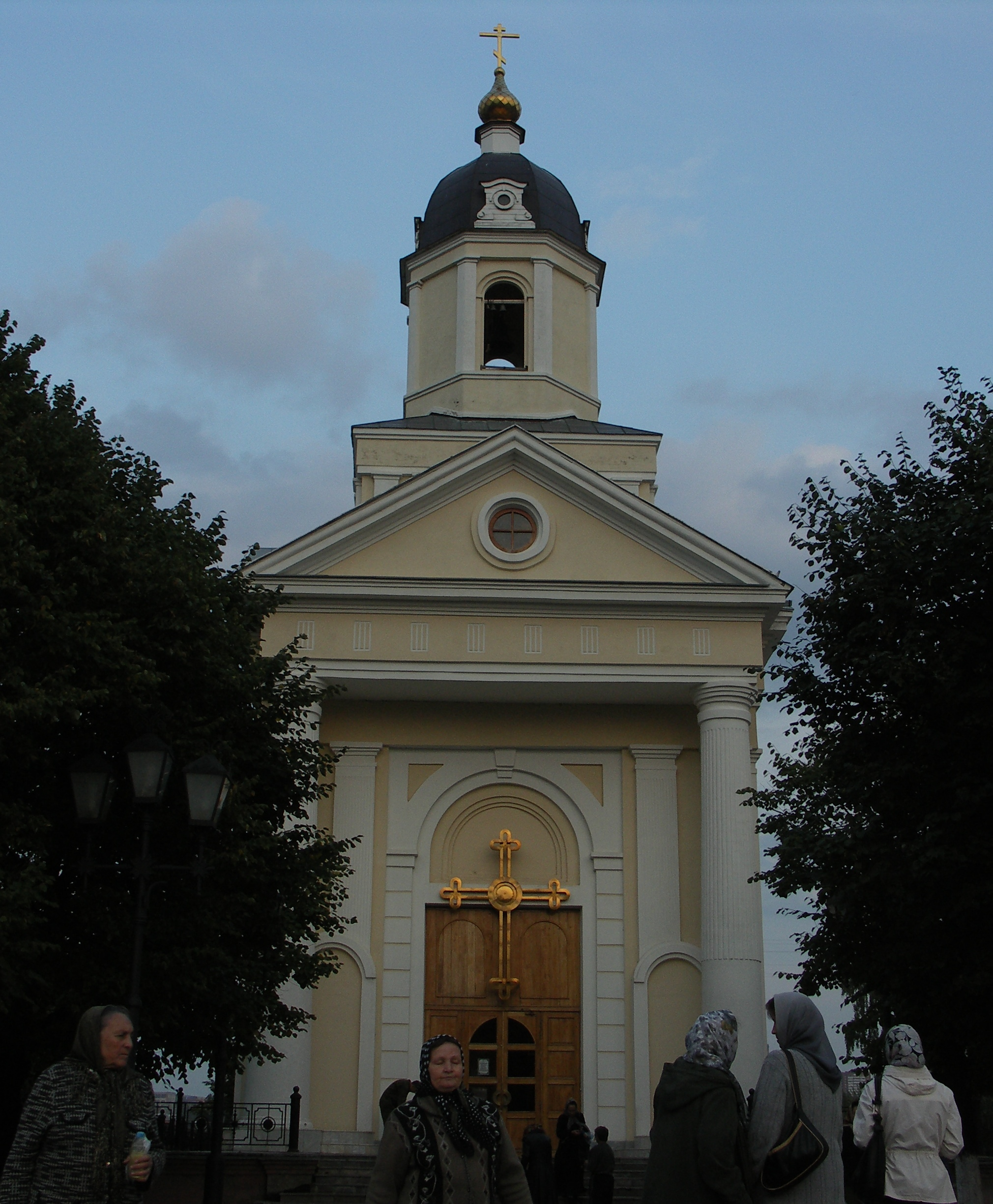
Czasownia (kaplica) Narodzenia Pańskiego

## Sport
- Azamat Czeboksary – klub piłkarski

## Miasta partnerskie
- Eger, Węgry
- Antalya, Turcja
- Santa Clara, Kuba